# 葉緣焦枯病菌
葉緣焦枯病菌（學名：Xylella fastidiosa）是γ-變形菌綱的一員, 是一種主要的植物病原菌會導致桃樹矮化病（phony peach disease）、細菌性葉緣焦枯病（Bacterial Leaf Scorch）、夾竹桃葉緣焦枯病（oleander leaf scorch）、皮爾斯病（Pierce's disease）和柑桔斑駁黃化病（citrus variegated chlorosis disease, CVC）。

## 皮爾斯病
皮爾斯病於1892年由加州植物病理學家牛頓·皮爾斯（Newton B. Pierce）在加州安納海姆附近的葡萄園所發現。1996年一種原產於美國東南部的昆蟲褐透翅尖頭葉蟬（Homalodisca vitripennis）在加州坦密庫拉谷（Temecula Valley）被發現成為葉緣焦枯病菌的新病媒，造成皮爾斯病流行而威脅到加州葡萄酒業。
釀酒葡萄品種大多對這種病菌沒有抗性尤其是霞多麗和黑皮諾品種對這特別敏感，而圓葉葡萄（Vitis rotundifolia）則有自然抗性。
皮爾斯病的主要危害地區目前是在美國東南部、墨西哥、哥斯達黎加和委內瑞拉，並可能出現在其他中美洲和南美洲的部分地方 。
當葡萄藤被感染，細菌會在木質部內大量繁殖造成導管堵塞影響水分輸送。受感染皮爾斯病的葡萄葉片會變成黃棕色，最後乾枯掉落。芽也會受影響而死亡。植株通常在感然後3到5年後死亡。
葡萄園附近的柑桔類果園是主要的威脅，因為柑桔類果園不僅是葉蟬也是昆蟲常見的越冬樓息地。另外在加州一種常見的綠化植物夾竹桃提供這類木質菌屬（Xylella）的細菌一個野外族群的儲存庫。

## 夾竹桃葉緣焦枯病

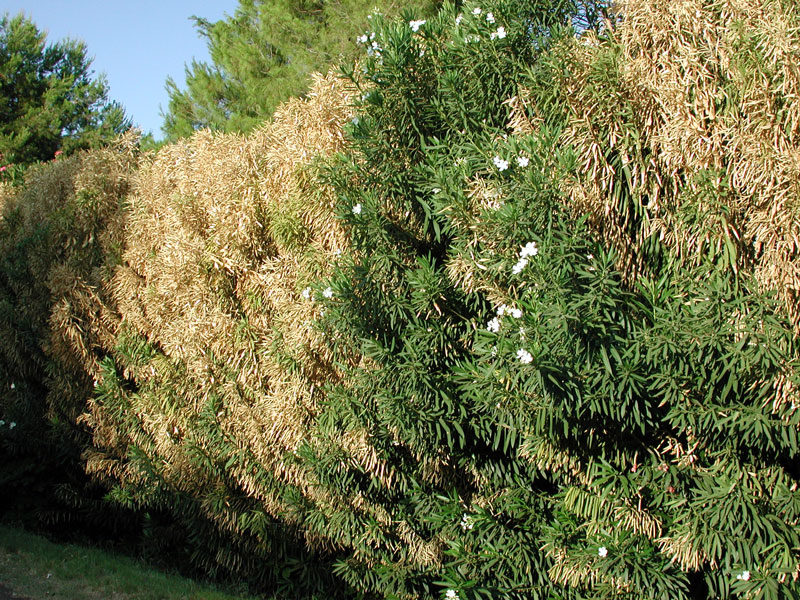
美國亞利桑那州鳳凰城夾竹桃感染葉緣焦枯病菌

夾竹桃葉緣焦枯病（oleander leaf scorch）是會感染夾竹桃的一種植物病害由葉緣焦枯病菌的其中一種菌株感染所導致，夾竹桃葉緣焦枯病在美國加州及亞利桑那州非常普遍. 這種疾病是由另一種葉蟬（Homalodisca liturata）所傳播的。